# 중부내륙고속도로
| 2001년 이전 고속국도 노선 (기종점은 2001년 8월 24일 이전을 기준으로 함) | 2001년 이전 고속국도 노선 (기종점은 2001년 8월 24일 이전을 기준으로 함) | 2001년 이전 고속국도 노선 (기종점은 2001년 8월 24일 이전을 기준으로 함) |
| ----------------------------------------------------------------------- | ----------------------------------------------------------------------- | ----------------------------------------------------------------------- |
| 노선 기호와 사용 연도                                                   |                                                                         | 7                                                                       |
| 노선 기호와 사용 연도                                                   | 1983년 ~ 1997년                                                         | 1997년 ~ 2001년                                                         |
| 노선명                                                                  | 구마고속도로                                                            | 구마고속도로                                                            |
| 기점                                                                    | 대구광역시 북구                                                         | 대구광역시 북구                                                         |
| 종점                                                                    | 경상남도 마산시                                                         | 경상남도 마산시                                                         |

중부내륙고속도로(中部內陸高速道路, 고속국도 제45호선)는 대한민국 경상남도 창원시를 기점으로, 경기도 양평군을 종점으로 하여 남북을 잇는 대한민국의 고속도로이다.
북여주 나들목에서 양평 나들목까지의 구간은 2002년 12월 5일에 착공하여 2012년 12월 28일에 개통되었다. 그리고 2013년 6월 27일에는 남여주 나들목도 개통되었다.
이 노선이 개통됨으로써 인접한 경부고속도로 및 중앙고속도로의 교통량 분산을 가져왔으며 경상남도 중부 내륙 지역, 경상북도 서부 내륙 지역과 충청북도 중부, 경기도 동부 지역에 대한 접근성을 확보하게 되었다.
여주~양평 구간은 B/C 4.89로 매우 경제적이라는 조사결과가 나왔으나, 실제 이용률은 10%도 안 돼서 교통량 부풀리기라는 논란이 있다.

## 역사
- 1988년 10월 : 중부내륙고속도로 건설 타당성 조사 완료 (교통량 및 투자효과가 높은 구간 우선 착공)[2]
- 1992년 4월 29일 : 경기도 여주군 가남면 ~ 경상북도 금릉군 아포면 구간을 고속국도 제18호선 중부내륙고속도로(중부내륙선)으로 지정[3]
- 1995년 1월 1일 : 종점을 '경상북도 금릉군 아포면'에서 '경상북도 김천시 아포면'으로 변경[4]
- 1995년 6월 3일 : 중부내륙고속도로 신설을 위해 경상북도 상주군 낙동면 신상리 ~ 선산군 선산읍 포상리 19.9km 구간 도로구역 결정[5]
- 1996년 7월 1일 : 종점을 '경상북도 김천시 아포면'에서 '경상북도 김천시 아포읍'으로 변경, 경상북도 김천시 아포읍 ~ 대구광역시 달성군 현풍면 구간을 고속국도 제24호선 구미 ~ 옥포고속도로(구미 ~ 옥포선)으로 지정[6]
- 1997년 2월 26일 : 2000년 12월까지 선산 ~ 아포 구간 신설을 위해 경상북도 구미시 선산읍 포상리 ~ 김천시 아포읍 인리 7.3km 구간 도로구역 결정[7]
- 1997년 5월 24일 : 2003년 12월까지 장호원 ~ 중원 구간 신설을 위해 충청북도 음성군 감곡면 상우리 ~ 충주시 노은면 연하리 13.6km 구간 도로구역 결정[8]
- 1997년 8월 27일 : 구미 ~ 옥포고속도로 구간을 통합해 종점을 '경상남도 김천시 아포읍'에서 '대구광역시 달성군 현풍면'으로 연장[9]
- 1997년 10월 28일 : 2003년 12월까지 가남 ~ 장호원 구간 신설을 위해 경기도 여주군 가남면 본두리 ~ 충청북도 음성군 감곡면 상우리 15.272km 구간[10], 함창 ~ 상주 구간 신설을 위해 경상북도 상주시 사벌면 덕가리 ~ 낙동면 신상리 11.64km 구간 도로구역 결정[11]
- 1997년 11월 18일 : 2003년 12월까지 충주 ~ 수안보 구간 신설을 위해 충청북도 충주시 이류면 완오리 ~ 괴산군 장연면 오가리 19.76km 구간 도로구역 결정[12]
- 1997년 11월 27일 : 2002년 12월까지 아포 분기점 신설을 위해 경상북도 김천시 아포읍 인동 ~ 송천동 2.23km 구간 도로구역 결정[13]
- 1998년 2월 12일 : 2004년까지 구미 ~ 옥포(현풍) 구간 신설을 위해 경상북도 김천시 아포읍 송천동 ~ 대구광역시 달성군 현풍면 지리 62km 구간 도로구역 결정[14]
- 1998년 3월 21일 : 2003년 12월까지 가남 ~ 점동 구간에 시험주로를 신설하기 위해 경기도 여주군 가남면 안금리 ~ 점동면 원부리 7.715km 구간 도로구역 변경[15]
- 1998년 6월 10일 : 2003년까지 노은 ~ 이류 구간 신설을 위해 충청북도 충주시 노은면 연하리 ~ 이류면 장연리 13.34km 구간 도로구역 결정[16]
- 1998년 9월 21일 : 선산 나들목 신설을 위해 경상북도 구미시 선산읍 봉곡리 ~ 포상리 1.022km 구간 도로구역 변경[17]
- 1999년 4월 21일 : 2001년까지 낙동 분기점 신설을 위해 경상북도 상주시 낙동면 내곡리 ~ 유곡리 2.07km 구간 도로구역 변경[18]
- 1999년 11월 11일 : 2004년까지 문경 ~ 호계 구간 신설을 위해 경상북도 문경시 문경읍 마원리 ~ 호계면 견탄리 8.616km 구간 도로구역 결정[19]
- 1999년 11월 15일 : 2002년 12월까지 충주휴게소 (상행) 설치 공사를 위해 충청북도 충주시 노은면 연하리 ~ 이류면 장연리 13.34KM 구간 도로구역 변경[20]
- 1999년 12월 7일 : 2005년까지 수안보 ~ 상주 구간 신설을 위해 충청북도 괴산군 장연면 오가리 ~ 경상북도 문경시 문경읍 마원리, 문경시 호계면 견탄리 ~ 상주시 사벌면 두릉리 40.9km 구간 도로구역 결정[21]
- 2001년 8월 25일 : 기존 구마고속도로 내서 분기점 ~ 현풍 분기점 구간을 통합하고 경기도 여주군 가남면 ~ 양평군 옥천면 구간을 연장해 기점과 종점을 각각 경기 여주군 → 대구 달성군에서 경남 마산시 → 경기 양평군으로 변경. 노선번호를 제18호에서 제45호로 변경.[22]
- 2001년 9월 28일 : 아포 분기점 ~ 상주 나들목 32.1km 구간 개통[23]
- 2002년 11월 5일 : 2009년 12월까지 여주 ~ 양평 구간 신설을 위해 경기도 여주군 가남면 번도리 ~ 흥천면 문장리 17.62km 구간과 경기도 양평군 강상면 송학리 ~ 양평군 옥천면 아신리 5.52km 구간 도로구역 결정[24]
- 2002년 12월 5일 : 여주 분기점 ~ 북여주 나들목 구간이 동시에 착공되었다.
- 2002년 12월 20일 : 충주 나들목 ~ 여주 분기점 41km 구간 개통[25], 북여주 나들목 ~ 양평 나들목 구간 착공
- 2003년 10월 29일 : 2009년 12월까지 여주 ~ 양평 구간 일부 선형 및 설계 변경을 위해 경기도 양평군 강상면 송학리 ~ 옥천면 아신리 5.55km 구간 도로구역 변경[26]
- 2004년 1월 16일 : 북상주 나들목 ~ 상주 나들목 12.7km 구간 개통[27]
- 2004년 3월 24일 : 스마트하이웨이 체험도로 (경기도 여주시 가남읍 안금리 ~ 삼승리 구간) 개통
- 2004년 7월 15일 : 괴산 나들목 ~ 충주 나들목 14.9km 구간 개통[28]
- 2004년 11월 10일 : 아포 분기점 ~ 여주 분기점 구간 제한속도를 최고 110km/h, 최저 60km/h 로 지정[29]
- 2004년 12월 15일 : 북상주 나들목 ~ 괴산 나들목 49.7km 구간 개통[30]
- 2005년 3월 25일 : 아포 분기점 및 구미 ~ 옥포(현풍) 구간 건설 공사 사업시행기간을 2007년으로 연기[31]
- 2006년 6월 19일 : 2008년까지 경상남도 창녕군 창녕읍 구간 선형 개량 공사를 위해 경상남도 창녕군 창녕읍 탐하리 ~ 직교리 2.68km 구간 도로구역 변경[32]
- 2006년 12월 28일 : 여주 ~ 양평 구간 신설을 위해 경기도 여주군 흥천면 문장리 ~ 양평군 강상면 송학리 13.62km 구간 도로구역 결정[33]
- 2007년 11월 8일 : 김천 분기점 ~ 여주 분기점 구간 제한속도를 최고 110km/h, 최저 60km/h 로 지정[34]
- 2007년 11월 28일 : 낙동 분기점 개통
- 2007년 11월 30일 : 현풍 나들목 ~ 김천 분기점 62km 구간 개통. 이에 따라 현풍 나들목이 나들목 겸용 분기점으로 전환.[35][36]
- 2008년 1월 3일 : 종점을 '경기도 양평군 옥천면'에서 '경기도 남양주시 화도읍'으로 연장. 이에 따라 수도권제2순환고속도로와 중첩 구간이 생김.[37]
- 2009년 5월 27일 : 김천 분기점 ~ 여주 분기점 구간 제한속도를 최고 110km/h, 최저 60km/h 로 지정[38]
- 2010년 9월 1일 : 김천 분기점 ~ 북여주 나들목 구간 제한속도를 최고 110km/h, 최저 50km/h 로 지정 변경[39]
- 2010년 9월 15일 : 여주 분기점 ~ 북여주 나들목 17.6km 구간 개통[40]
- 2010년 12월 16일 : 2012년까지 남여주 나들목 신설을 위해 경기도 여주군 가남면 본두리 ~ 양평군 옥천면 아신리 36.6km 구간 도로구역 변경[41]
- 2010년 12월 28일 : 도로명주소에 내서 분기점부터 양평 나들목까지 302.2 km 구간을 중부내륙고속도로로 고시[42]
- 2011년 3월 15일 : 선산휴게소 (양평 방향) 확장 공사로 인해 경상북도 구미시 옥성면 대원리 400m 구간 도로구역 변경[43]
- 2012년 12월 28일 : 북여주 나들목 ~ 양평 나들목 18.51km 구간 개통[44]
- 2013년 6월 27일 : 남여주 나들목 개통[45][46]
- 2013년 8월 12일 : 충주 분기점 개통
- 2014년 10월 31일 : 노은 분기점 개통
- 2015년 3월 27일 : 국토교통부고시로 기점을 '경상남도 창원시 마산회원구 내서읍 중리'로 명시, 종점을 '경기도 남양주시 화도읍'에서 '경기도 양평군 옥천면 아신리'로 단축해 수도권제2순환고속도로와 중첩 구간 삭제.[47]
- 2015년 5월 1일 : 2016년까지 칠서휴게소 (양평방향) 확장 공사로 인해 경상남도 함안군 칠서면 대치리 ~ 계내리 460m 구간 도로구역 변경[48]
- 2015년 7월 15일 : 남성주휴게소의 명칭을 남성주참외휴게소로 변경[49]
- 2015년 8월 25일 : 2016년까지 양평 하이패스 나들목 신설을 위해 경기도 양평군 강상면 송학리 ~ 병산리 1.1km 구간 도로구역 결정[50]
- 2015년 10월 2일 : 강상 나들목 및 강상휴게소 착공[51][52][53]
- 2016년 2월 22일 : 2016년까지 강상 하이패스 나들목 도로 폭원 조절을 위해 경기도 양평군 강상면 송학리 ~ 병산리 1.1km 구간 도로구역 변경[54]
- 2016년 8월 22일 : 괴산 나들목 ~ 충주 분기점 구간 전면개량공사 착공
- 2016년 9월 1일 : 낙동 분기점 ~ 북여주 나들목 구간 제한속도를 최고 110km/h, 최저 50km/h 로 지정 변경[55]
- 2016년 12월 21일 : 남양평 나들목 개통[56]
- 2017년 10월 21일 : 괴산 나들목 ~ 충주 분기점 구간 전면개량공사 완공[57]
- 2018년 1월 : 대합 나들목 착공[58][59]
- 2018년 2월 1일 : 성주휴게소가 정식 휴게소로 재개장
- 2018년 2월 21일 : 2019년 12월까지 충주휴게소에 충주 하이패스 나들목 신설을 위해 충청북도 충주시 중앙탑면 용전리 1.074km 구간 도로구역 변경[60]
- 2019년 9월 23일 : 2019년 12월 31일까지 아포졸음쉼터 창원방향 시설 개량을 위해 경상북도 김천시 아포읍 예리 830m 구간 도로구역 변경[61]
- 2019년 12월 30일 : 충주휴게소 내에 중앙탑 나들목 개통[62]
- 2020년 3월 23일 : 2020년 12월까지 내서 기점 182.7km 지점에 양평방향 졸음쉼터 설치를 위해 경상북도 문경시 문경읍 마원리 1.005km 구간 도로구역 변경[63]
- 2021년 7월 23일 : 2024년까지 대합휴게소 부지조성공사를 위해 경상남도 창녕군 대합면 등지리 ~ 대동리 구간 도로구역 변경[64]
- 2024년 12월 28일 : 창녕 분기점 개통

## 구성
- 차로수 : 전 구간 왕복 4차로
- 총 연장 : 301.71 km
- 제한속도
  - 내서 분기점 ~ 낙동 분기점, 북여주 나들목 ~ 양평 나들목: 최고 100 km/h, 최저 50 km/h
  - 낙동 분기점 ~ 북여주 나들목 : 최고 110 km/h, 최저 50 km/h

### 터널
| 터널 이름    | 소재지                          | 길이   | 준공 년도 | 비고      |
| ------------ | ------------------------------- | ------ | --------- | --------- |
| 고령1터널    | 경상북도 고령군 개진면 부리     | 424m   | 2007년    | 양평 방면 |
| 고령1터널    | 경상북도 고령군 개진면 부리     | 487m   | 2007년    | 창원 방면 |
| 고령2터널    | 경상북도 고령군 성산면 오곡리   | 260m   | 2007년    |           |
| 고령3터널    | 경상북도 고령군 성산면 오곡리   | 484m   | 2007년    | 양평 방면 |
| 고령3터널    | 경상북도 고령군 성산면 오곡리   | 471m   | 2007년    | 창원 방면 |
| 고령4터널    | 경상북도 고령군 성산면 상용리   | 516m   | 2007년    | 양평 방면 |
| 고령4터널    | 경상북도 고령군 성산면 상용리   | 499m   | 2007년    | 창원 방면 |
| 성주터널     | 경상북도 성주군 선남면 장학리   | 760m   | 2007년    | 양평 방면 |
| 성주터널     | 경상북도 성주군 선남면 장학리   | 690m   | 2007년    | 창원 방면 |
| 김천1터널    | 경상북도 김천시 남면 부상리     | 760m   | 2007년    | 양평 방면 |
| 김천1터널    | 경상북도 김천시 남면 오봉리     | 770m   | 2007년    | 창원 방면 |
| 김천2터널    | 경상북도 김천시 아포읍 대성리   | 1,055m | 2007년    | 양평 방면 |
| 김천2터널    | 경상북도 김천시 아포읍 대성리   | 1,045m | 2007년    | 창원 방면 |
| 김천3터널    | 경상북도 김천시 아포읍 대성리   | 1,669m | 2007년    | 양평 방면 |
| 김천3터널    | 경상북도 김천시 아포읍 대성리   | 1,570m | 2007년    | 창원 방면 |
| 상주터널     | 경상북도 상주시 낙동면 신오리   | 1,685m | 2001년    | 양평 방면 |
| 상주터널     | 경상북도 상주시 낙동면 신오리   | 1,612m | 2001년    | 창원 방면 |
| 낙동터널     | 경상북도 상주시 낙동면 신상리   | 370m   | 2001년    | 양평 방면 |
| 낙동터널     | 경상북도 상주시 낙동면 신상리   | 400m   | 2001년    | 창원 방면 |
| 공검터널     | 경상북도 상주시 공검면 화동리   | 406m   | 2003년    |           |
| 불정터널     | 경상북도 문경시 불정동          | 194m   | 2004년    |           |
| 진남터널     | 경상북도 문경시 마성면 신현리   | 968m   | 2004년    | 양평 방면 |
| 진남터널     | 경상북도 문경시 호계면 견탄리   | 992m   | 2004년    | 창원 방면 |
| 문경2터널    | 경상북도 문경시 문경읍 마원리   | 1,187m | 2004년    | 양평 방면 |
| 문경2터널    | 경상북도 문경시 문경읍 진안리   | 1,205m | 2004년    | 창원 방면 |
| 문경1터널    | 경상북도 문경시 문경읍 진안리   | 115m   | 2004년    | 양평 방면 |
| 문경1터널    | 경상북도 문경시 문경읍 진안리   | 180m   | 2004년    | 창원 방면 |
| 문경새재터널 | 경상북도 문경시 문경읍 각서리   | 2,635m | 2004년    | 양평 방면 |
| 문경새재터널 | 충청북도 괴산군 연풍면 주진리   | 2,645m | 2004년    | 창원 방면 |
| 연풍터널     | 충청북도 괴산군 연풍면 행촌리   | 1,224m | 2004년    | 양평 방면 |
| 연풍터널     | 충청북도 괴산군 연풍면 행촌리   | 1,240m | 2004년    | 창원 방면 |
| 장연터널     | 충청북도 괴산군 연풍면 유상리   | 3,100m | 2004년    | 양평 방면 |
| 장연터널     | 충청북도 괴산군 연풍면 유상리   | 3,055m | 2004년    | 창원 방면 |
| 추점터널     | 충청북도 괴산군 장연면 추점리   | 547m   | 2004년    | 양평 방면 |
| 추점터널     | 충청북도 괴산군 장연면 추점리   | 536m   | 2004년    | 창원 방면 |
| 조곡터널     | 충청북도 괴산군 장연면 조곡리   | 859m   | 2004년    | 양평 방면 |
| 조곡터널     | 충청북도 괴산군 장연면 조곡리   | 870m   | 2004년    | 창원 방면 |
| 매현2터널    | 충청북도 충주시 대소원면 문주리 | 970m   | 2004년    |           |
| 매현1터널    | 충청북도 충주시 대소원면 매현리 | 328m   | 2004년    |           |
| 탄용터널     | 충청북도 충주시 대소원면 매현리 | 380m   | 2004년    |           |
| 두정터널     | 충청북도 충주시 대소원면 탄용리 | 615m   | 2004년    | 양평 방면 |
| 두정터널     | 충청북도 충주시 대소원면 탄용리 | 640m   | 2004년    | 창원 방면 |
| 장고개터널   | 충청북도 충주시 대소원면 두정리 | 470m   | 2004년    | 양평 방면 |
| 장고개터널   | 충청북도 충주시 대소원면 두정리 | 475m   | 2004년    | 창원 방면 |
| 만정터널     | 충청북도 충주시 대소원면 만정리 | 440m   | 2004년    | 양평 방면 |
| 만정터널     | 충청북도 충주시 대소원면 만정리 | 445m   | 2004년    | 창원 방면 |
| 용전터널     | 충청북도 충주시 대소원면 완오리 | 845m   | 2002년    | 양평 방면 |
| 용전터널     | 충청북도 충주시 대소원면 완오리 | 835m   | 2002년    | 창원 방면 |
| 중원터널     | 충청북도 충주시 노은면 가신리   | 980m   | 2002년    |           |
| 금사1터널    | 경기도 여주시 금사면 궁리       | 375m   | 2012년    | 양평 방면 |
| 금사1터널    | 경기도 여주시 금사면 궁리       | 385m   | 2012년    | 창원 방면 |
| 금사2터널    | 경기도 여주시 금사면 외평리     | 132m   | 2012년    | 양평 방면 |
| 금사2터널    | 경기도 여주시 금사면 외평리     | 165m   | 2012년    | 창원 방면 |
| 금사3터널    | 경기도 여주시 금사면 외평리     | 900m   | 2012년    |           |
| 금사4터널    | 경기도 여주시 금사면 하호리     | 266m   | 2012년    | 양평 방면 |
| 금사4터널    | 경기도 여주시 금사면 하호리     | 268m   | 2012년    | 창원 방면 |
| 금사5터널    | 경기도 여주시 금사면 소유리     | 1,889m | 2012년    | 양평 방면 |
| 금사5터널    | 경기도 여주시 금사면 소유리     | 1,869m | 2012년    | 창원 방면 |
| 강상1터널    | 경기도 양평군 강상면 대석리     | 1,354m | 2012년    | 양평 방면 |
| 강상1터널    | 경기도 양평군 강상면 대석리     | 1,347m | 2012년    | 창원 방면 |
| 강상2터널    | 경기도 양평군 강상면 세월리     | 1,740m | 2012년    | 양평 방면 |
| 강상2터널    | 경기도 양평군 강상면 세월리     | 1,737m | 2012년    | 창원 방면 |

## 나들목 · 분기점
- 여기서 숫자는 진출입교차점 (IC 및 JC) 번호를 말하고, TG는 요금소(Tollgate), SA는 휴게소(Service Area)를 뜻한다.
- 거리의 단위는 km이다.

- 중첩 구간은 번호란의 배경색을 참조.
  - 연한 파란색(■): 수도권제2순환고속도로 중첩 구간

| 번호                               | 이름                    | 로마자 이름                           | 구간 거리 | 누적 거리 | 접속 노선 | 소재지     | 소재지 | 비고 |
| ---------------------------------- | ----------------------- | ------------------------------------- | --------- | --------- | --- | ---------- | ------ | --- |
| 1                                  | 내서 분기점             | Naeseo JC                             | -         | 0.00      | 102호선 남해고속도로제1지선 국도 제5호선 (경남대로) 국가지원지방도 제30호선 (함마대로) 국가지원지방도 제67호선 (함마대로) 지방도 제1004호선 (함마대로) 광려천서로·유통단지로 | 경상남도   | 창원시 | 창원방향의 경우 남해고속도로제1지선(함안방향) 진출 불가능 나들목 역할 병행                                               |
| TG                                 | 칠원 요금소             | Chilwon TG                            |           |           | | 경상남도   | 함안군 | 본선요금소 |
| 2                                  | 칠원 분기점             | Chilwon JC                            | 3.49      | 3.49      | 10호선 남해고속도로 | 경상남도   | 함안군 | 양평방향의 경우 남해고속도로 진출 불가능                                                                                 |
| 3                                  | 칠서                    | Chilseo                               | 5.18      | 8.67      | 국도 제5호선 (경남대로) 국가지원지방도 제60호선 (삼칠로·유성로) 지방도 제1041호선 (원서로·함의로)                                                                            | 경상남도   | 함안군 | |
| SA                                 | 칠서휴게소              | Chilseo SA                            |           |           | | 경상남도   | 함안군 | 양평방향 |
| 4                                  | 남지                    | Namji                                 | 8.84      | 17.51     | 국도 제5호선 (경남대로) 지방도 제1021호선 (박진로) 지방도 제1022호선 (낙동로)                                                                                                | 경상남도   | 창녕군 | |
| SA                                 | 영산 휴게소             | Yeongsan SA                           |           |           | | 경상남도   | 창녕군 | 창원방향 |
| 5                                  | 영산                    | Yeongsan                              | 6.89      | 24.40     | 국도 제5호선 (경남대로) 국도 제79호선 (영산계성로·온천로) 국가지원지방도 제67호선 (경남대로·영산장마로) 지방도 제1008호선 (영산계성로·온천로)                                | 경상남도   | 창녕군 | |
| 5-1                                | 창녕 분기점             | Changnyeong JC                        |           |           | 14호선 함양울산고속도로 | 경상남도   | 창녕군 | |
| 6                                  | 창녕                    | Changnyeong                           | 11.57     | 35.97     | 국도 제20호선 (우포1대로) 국도 제24호선 (우포1대로) 국가지원지방도 제67호선 (우포1대로) 지방도 제1080호선 (창녕대로·우포2로)                                                 | 경상남도   | 창녕군 | |
| 8                                  | 현풍 분기점             | Hyeonpung JC                          | 16.41     | 52.38     | 451호선 중부내륙고속도로지선 국도 제5호선 (비슬로) 국가지원지방도 제67호선 (과학남로·우곡로) 국가산단북로                                                                    | 대구광역시 | 달성군 | 창원방향의 경우 중부내륙고속도로지선(금호방향) 진출 불가능 양평방향 직진 시 중부내륙고속도로지선과 직결 나들목 역할 병행 |
| 9                                  | 고령 분기점             | Goryeong JC                           | 10.71     | 63.09     | 12호선 광주대구고속도로 | 경상북도   | 고령군 | 양평방향의 경우 광주대구고속도로(대구방향) 진출 불가능                                                                   |
| 10                                 | 남성주                  | S.Seongju                             | 10.61     | 73.70     | 국가지원지방도 제67호선 (운용로) 지방도 제905호선 (상성로) | 경상북도   | 성주군 | |
| SA                                 | 남성주참외휴게소        | S.Seongju Korea Melon SA              |           |           | | 경상북도   | 성주군 | 양방향 |
| 11                                 | 성주                    | Seongju                               | 11.91     | 85.61     | 국도 제30호선 (가야로·심산로) 국도 제33호선 (가야로·참별로) 지방도 제913호선 (동강한강로)                                                                                    | 경상북도   | 성주군 | |
| SA                                 | 성주휴게소              | Seongju SA                            |           |           | | 경상북도   | 성주군 | 양방향 |
| 12                                 | 남김천                  | S.Gimcheon                            | 16.71     | 102.32    | 국도 제4호선 (영남대로) 지방도 제905호선 (주천로) 농남로 | 경상북도   | 김천시 | |
| 13                                 | 김천 분기점             | Gimcheon JC                           | 12.06     | 114.38    | 1호선 경부고속도로 | 경상북도   | 김천시 | |
| 14                                 | 선산                    | Seonsan                               | 9.01      | 123.39    | 국도 제59호선 (김선로·선상서로) 국가지원지방도 제68호선 (선상서로) | 경상북도   | 구미시 | |
| SA                                 | 선산휴게소              | Seonsan SA                            |           |           | | 경상북도   | 구미시 | 양방향 경부선 고속버스 환승 가능                                                                                         |
| 15                                 | 낙동 분기점             | Nakdong JC                            | 15.61     | 139.00    | 30호선 서산영덕고속도로 301호선 영천상주고속도로 | 경상북도   | 상주시 | |
| 16                                 | 상주                    | Sangju                                | 7.40      | 146.40    | 국도 제25호선 (낙동대로) 영남제일로 | 경상북도   | 상주시 | |
| 17                                 | 북상주                  | N.Sangju                              | 13.04     | 159.44    | 국도 제3호선 (경상대로) | 경상북도   | 상주시 | |
| 18                                 | 점촌함창                | Jeomchon-Hamchang                     | 7.46      | 166.90    | 국도 제3호선 (문경대로) 국가지원지방도 제32호선 (당교로) | 경상북도   | 상주시 | |
| SA                                 | 문경휴게소              | Mungyeong SA                          |           |           | | 경상북도   | 문경시 | 양방향 |
| 19                                 | 문경새재                | Mungyeongsaejae                       | 13.98     | 180.88    | 국도 제3호선 (문경대로) 국도 제34호선 (문경대로) 지방도 제901호선 (새재로) 봉명길                                                                                            | 경상북도   | 문경시 | |
| 20                                 | 연풍                    | Yeonpung                              | 14.01     | 194.89    | 국도 제3호선 (중원대로) 국도 제34호선 (중부로) 연풍로 | 충청북도   | 괴산군 | |
| SA                                 | 괴산휴게소              | Goesan SA                             |           |           | | 충청북도   | 괴산군 | 양방향 |
| 21                                 | 괴산                    | Goesan                                | 14.24     | 209.13    | 국도 제19호선 (충민로) 지방도 제597호선 (미선로·충민로) | 충청북도   | 괴산군 | |
| 22                                 | 충주                    | Chungju                               | 15.48     | 224.61    | 국도 제3호선 (중원대로) 국도 제36호선 (중원대로) 지방도 제525호선 (중원대로) 지방도 제599호선 (중원대로·첨단산업로)                                                          | 충청북도   | 충주시 | |
| 22-1 SA                            | 중앙탑 충주휴게소       | Jungangtap Chungju SA                 | 5.01      | 229.62    | 원앙4길 | 충청북도   | 충주시 | 하이패스 전용 나들목 양방향                                                                                              |
| 23                                 | 노은 분기점             | Noeun JC                              |           |           | 40호선 평택제천고속도로 | 충청북도   | 충주시 | 창원방향의 경우 평택제천고속도로(제천방향) 진출 불가능                                                                   |
| 23                                 | 북충주                  | N.Chungju                             | 4.16      | 233.78    | 국가지원지방도 제82호선 (감노로) 지방도 제525호선 (솔고개로) | 충청북도   | 충주시 | |
| 24                                 | 충주 분기점             | Chungju JC                            | 5.77      | 239.55    | 40호선 평택제천고속도로 | 충청북도   | 충주시 | 양평방향의 경우 평택제천고속도로(제천방향) 진출 불가능                                                                   |
| 25                                 | 감곡                    | Gamgok                                | 11.58     | 251.13    | 국도 제38호선 (북부로) | 충청북도   | 음성군 | |
| 26                                 | 여주 분기점             | Yeoju JC                              | 14.49     | 265.62    | 50호선 영동고속도로 | 경기도     | 여주시 | |
| 27                                 | 남여주                  | S.Yeoju                               | 2.34      | 267.96    | 지방도 제333호선 (여주남로) | 경기도     | 여주시 | |
| SA                                 | 서여주휴게소            | W.Yeoju SA                            |           |           | | 경기도     | 여주시 | 양방향 |
| 28                                 | 서여주                  | W.Yeoju                               | 5.84      | 273.80    | 국도 제42호선 (중부대로) | 경기도     | 여주시 | |
| 29                                 | 북여주                  | N.Yeoju                               | 9.40      | 283.20    | 국가지원지방도 제70호선 (이여로) (52호선 광주원주고속도로) | 경기도     | 여주시 | 나들목 진출 시 광주원주고속도로 흥천이포 나들목과 간접 연결                                                              |
| 29-1 SA                            | 남양평 양평남한강휴게소 | S.Yangpyeong Yangpyeong-Namhangang SA | 13.5      | 296.7     | 국가지원지방도 제88호선 (강남로) 국가지원지방도 제98호선 (강남로·양평대교길)                                                                                                 | 경기도     | 양평군 | 하이패스 전용 나들목 양방향                                                                                              |
| 30                                 | 양평                    | Yangpyeong                            | 5.01      | 301.71    | 국도 제6호선 (경강로) | 경기도     | 양평군 | |
| 400호선 수도권제2순환고속도로 직결 |                         |                                       |           |           | |            |        | |

## 주요 통과지
경상남도

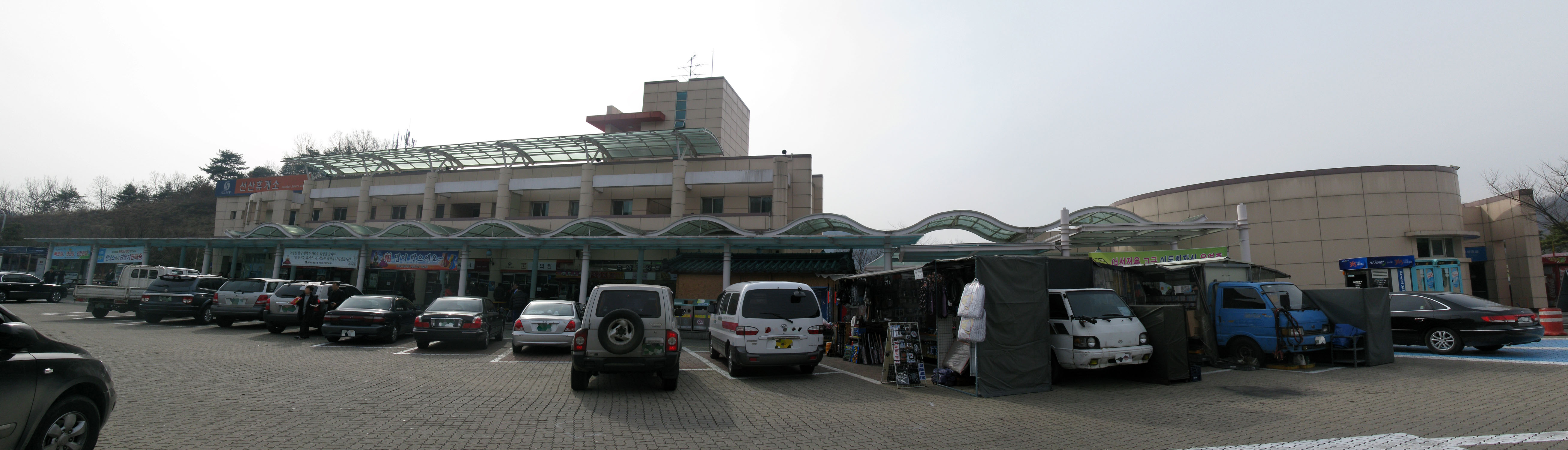
선산휴게소 창원방향

선산휴게소 창원방향 고속버스 환승정류소

- 창원시 마산회원구 내서읍 - 함안군 (칠원읍 - 칠서면) - 창녕군 (남지읍 - 영산면 - 계성면 - 장마면 - 창녕읍 - 대지면 - 대합면)

대구광역시
- 달성군 (구지면 - 현풍읍)

경상북도
- 고령군 (개진면 - 성산면) - 성주군 (용암면 - 선남면 - 성주읍 - 대가면 - 벽진면 - 초전면) - 김천시 (남면 - 아포읍) - 구미시 (고아읍 - 선산읍 - 옥성면) - 상주시 (낙동면 - 헌신동 - 병성동 - 사벌국면 - 낙상동 - 사벌국면 - 낙상동 - 사벌국면 - 외서면 - 공검면 - 이안면 - 함창읍) - 문경시 (공평동 - 유곡동 - 불정동 - 호계면 - 마성면 - 문경읍)

충청북도
- 괴산군 (연풍면 - 장연면) - 충주시 (대소원면 - 중앙탑면 - 노은면 - 앙성면) - 음성군 감곡면

경기도
- 여주시 (점동면 - 가남읍 - 세종대왕면 - 흥천면 - 금사면 - 산북면) - 양평군 (강상면 - 옥천면)

## 스마트하이웨이 체험도로
- 위치 : 중부내륙고속도로 여주 분기점 창원 방향 약 1.1 km 지점 (경기도 여주시 가남읍 안금리 ~ 삼승리 구간, 2004년 3월 24일 개통)
- 길이 : 7.7 km (편도 2차선)
- 목적 : 한국형 포장설계법 개발과 포장성능 개선방안 연구, 도로포장 거동 및 공용성 자료의 장기간 D/B구축을 통한 도로포장 연구 및 기술력 인프라 구축
- 특징 : 본선 창원 방향과 약 5m 이격을 두고 본선과 평행하게 건설
- 구성 : 콘크리트 포장 25개 단면 2.8 km, 아스팔트포장 33개 단면 2.7 km, 시험교량 3개, 11종 1,900여 개의 계측기 설치

## 구간 과속 단속
- 창원 방향 (하행선)
  - 충주 나들목 ~ 괴산 나들목 14.1km (2008년 12월 20일부터 시행)[66]
  - 낙동 분기점 ~ 선산 휴게소 8.4km
  - 창녕 나들목 ~ 영산 나들목 9.9km (100km/h, 2014년 12월 29일부터 시행)[67]
- 양평 방향 (상행선)
  - 문경2터널 ~ 문경새재터널 4.9km (2013년 11월 20일부터 시행)
  - 선산 휴게소 ~ 낙동 분기점 8.5km (2015년 12월 시행)
  - 충주 분기점 ~ 감곡 나들목 9.8km (2016년 2월 시행)

## 사고
2021년 4월 5일 오전 0시 50분경 경상북도 상주시 북상주 나들목 부근에서 차량 7대가 추돌하였다. 사고 원인은 짙은 안개로 앞서가던 화물차 2대가 추돌하면서 뒤따르던 차량이 추돌한 것으로 추정된다. 대한민국 기상청의 기상 기록에 의하면 당일 상주시의 시정은 0시에 2.7 km, 1시에 1.6 km, 2시부터 6시까지 0.2 km였다.
2021년 11월 5일 오전 2시 15분경 경기도 여주시 가남읍 중부내륙고속도로 가남졸음쉼터 부근에서 7중 추돌 사고가 발생해 1명이 숨졌다. 사고 원인은 짙은 안개가 낀 상황에서 저속으로 달리던 SUV 차량을 1톤 화물차가 보지 못해 사고가 난 것으로 추정된다. 당일 오전 여주시, 용인시, 이천시, 화성시 등지에는 시정이 100 m 이하의 심한 안개가 발생하였다. 당시 대한민국 기상청의 기상 기록에 의하면 11월 5일 사고가 발생한 새벽 2시 이천시의 시정은 0.3 km(기온 5.0°C, 이슬점온도 4.9°C)에 불과했으며 수증기가 최대치(100%)까지 포화되었고 새벽 3시부터는 시정이 0.1 km 미만으로 떨어져 오전 10시까지도 심한 안개가 지속되었다. 경기도 양평군, 충청북도 충주시와 청주시, 대전광역시, 세종특별자치시, 충청남도 홍성군 등지에서도 시정 0.1 km 미만의 심한 안개가 발생했다.
| 정오 | 2.3  | 10.4 | 10.3 | 100 | 6.1  | 13.3 | 8.3  | 72  | 9.1 | 16.5 | 7.6  | 56  | 4.8 | 16.8 | 9.9  | 64 | 2.6 | 12.7 | 8.3 | 75 | 2.8 | 12.7 | 8.1 | 74 | 6.0  | 12.3 | 11.3 | 94 | >20  | 17.5 | 6.6  | 49 | 4.8  | 12.4 | 12.2 | 99 |
| 11시 | 0.4  | 7.4  | 7.3  | 100 | 3.9  | 10.4 | 10.3 | 100 | 7.1 | 15.2 | 8.8  | 66  | 2.4 | 14.3 | 12.5 | 89 | 2.2 | 11.2 | 8.2 | 82 | 1.1 | 9.3  | 7.9 | 91 | 2.2  | 9.7  | 9.2  | 97 | >20  | 15.2 | 9.1  | 67 | 0.2  | 9.2  | 9.0  | 99 |
| 10시 | <0.1 | 6.7  | 6.6  | 100 | 1.2  | 7.5  | 7.4  | 100 | 5.3 | 13.4 | 9.2  | 76  | 0.8 | 10.6 | 10.1 | 97 | 1.5 | 8.8  | 8.6 | 99 | 0.5 | 8.3  | 7.0 | 92 | 0.2  | 9.1  | 8.6  | 97 | 14.7 | 12.2 | 11.8 | 98 | 0.1  | 7.9  | 7.7  | 99 |
| 9시  | <0.1 | 5.7  | 5.6  | 100 | 0.5  | 6.8  | 6.7  | 100 | 5.1 | 11.2 | 10.8 | 98  | 0.2 | 9.5  | 9.0  | 97 | 1.0 | 7.5  | 7.1 | 98 | 0.5 | 8.1  | 7.0 | 93 | <0.1 | 8.7  | 8.2  | 97 | 13.5 | 10.4 | 10.1 | 98 | 0.1  | 7.2  | 7.0  | 99 |
| 8시  | <0.1 | 5.5  | 5.4  | 100 | 0.1  | 6.9  | 6.8  | 100 | 5.1 | 7.2  | 7.1  | 100 | 0.1 | 8.3  | 7.8  | 97 | 0.3 | 7.0  | 6.7 | 98 | 0.5 | 7.5  | 6.4 | 93 | <0.1 | 8.3  | 7.8  | 97 | 2.0  | 6.9  | 6.6  | 98 | <0.1 | 6.7  | 6.5  | 99 |
| 7시  | <0.1 | 4.9  | 4.8  | 100 | 0.1  | 6.8  | 6.7  | 100 | 3.5 | 6.4  | 6.3  | 100 | 0.4 | 7.5  | 7.0  | 97 | 0.2 | 6.9  | 6.6 | 98 | 0.8 | 7.3  | 6.0 | 92 | <0.1 | 8.2  | 7.7  | 97 | 5.3  | 6.2  | 5.9  | 98 | <0.1 | 6.9  | 6.7  | 99 |
| 6시  | <0.1 | 5.2  | 5.1  | 100 | 0.1  | 6.7  | 6.6  | 100 | 0.6 | 5.8  | 5.7  | 100 | 1.2 | 7.9  | 7.4  | 97 | 0.1 | 6.8  | 6.3 | 97 | 1.3 | 7.8  | 6.0 | 89 | 0.1  | 8.2  | 7.7  | 97 | 0.4  | 5.7  | 5.4  | 98 | <0.1 | 6.8  | 6.6  | 99 |
| 5시  | <0.1 | 5.6  | 5.5  | 100 | 0.1  | 6.8  | 6.7  | 100 | 3.9 | 6.1  | 6.0  | 100 | 1.1 | 8.3  | 7.8  | 97 | 0.2 | 6.3  | 5.8 | 97 | 1.4 | 9.0  | 7.1 | 88 | 0.2  | 8.1  | 7.6  | 97 | 0.7  | 6.2  | 5.9  | 98 | <0.1 | 6.6  | 6.4  | 99 |
| 4시  | <0.1 | 5.7  | 5.6  | 100 | <0.1 | 6.9  | 6.8  | 100 | 3.5 | 6.3  | 6.2  | 100 | 1.3 | 8.8  | 8.3  | 97 | 1.5 | 4.6  | 3.8 | 95 | 1.3 | 9.5  | 7.6 | 88 | 2.8  | 7.3  | 6.6  | 96 | 1.4  | 6.4  | 6.1  | 98 | <0.1 | 6.7  | 6.5  | 99 |
| 3시  | <0.1 | 5.0  | 4.9  | 100 | <0.1 | 7.4  | 7.3  | 100 | 2.5 | 6.5  | 6.4  | 100 | 1.5 | 9.4  | 8.9  | 97 | 1.4 | 5.1  | 4.3 | 95 | 1.3 | 9.6  | 7.7 | 88 | 3.8  | 8.6  | 7.9  | 96 | 7.2  | 7.3  | 6.9  | 98 | <0.1 | 7.4  | 7.2  | 99 |
| 2시  | 0.3  | 5.0  | 4.9  | 100 | 0.2  | 7.6  | 7.5  | 100 | 2.4 | 7.3  | 7.2  | 100 | 1.7 | 10.1 | 9.6  | 97 | 1.6 | 5.6  | 5.1 | 97 | 2.0 | 10.5 | 7.9 | 84 | 3.3  | 9.2  | 8.4  | 95 | 10.7 | 7.3  | 6.9  | 98 | 0.2  | 7.2  | 7.0  | 99 |
| 1시  | 1.6  | 7.1  | 7.0  | 100 | 1.6  | 7.4  | 7.3  | 100 | 3.1 | 8.4  | 8.3  | 100 | 2.4 | 10.6 | 9.9  | 96 | 1.6 | 6.0  | 5.2 | 95 | 2.1 | 11.1 | 8.3 | 83 | 3.3  | 9.8  | 9.0  | 95 | 3.2  | 7.0  | 6.7  | 98 | <0.1 | 6.9  | 6.7  | 99 |
| 0시  | 0.9  | 7.0  | 6.9  | 100 | 1.6  | 7.8  | 7.7  | 100 | 4.2 | 8.7  | 8.6  | 100 | 2.7 | 11.6 | 10.5 | 93 | 1.8 | 6.0  | 4.9 | 93 | 2.4 | 12.0 | 8.4 | 79 | 4.1  | 10.3 | 9.3  | 94 | 2.5  | 7.6  | 7.2  | 98 | <0.1 | 7.6  | 7.4  | 99 |

## 사진

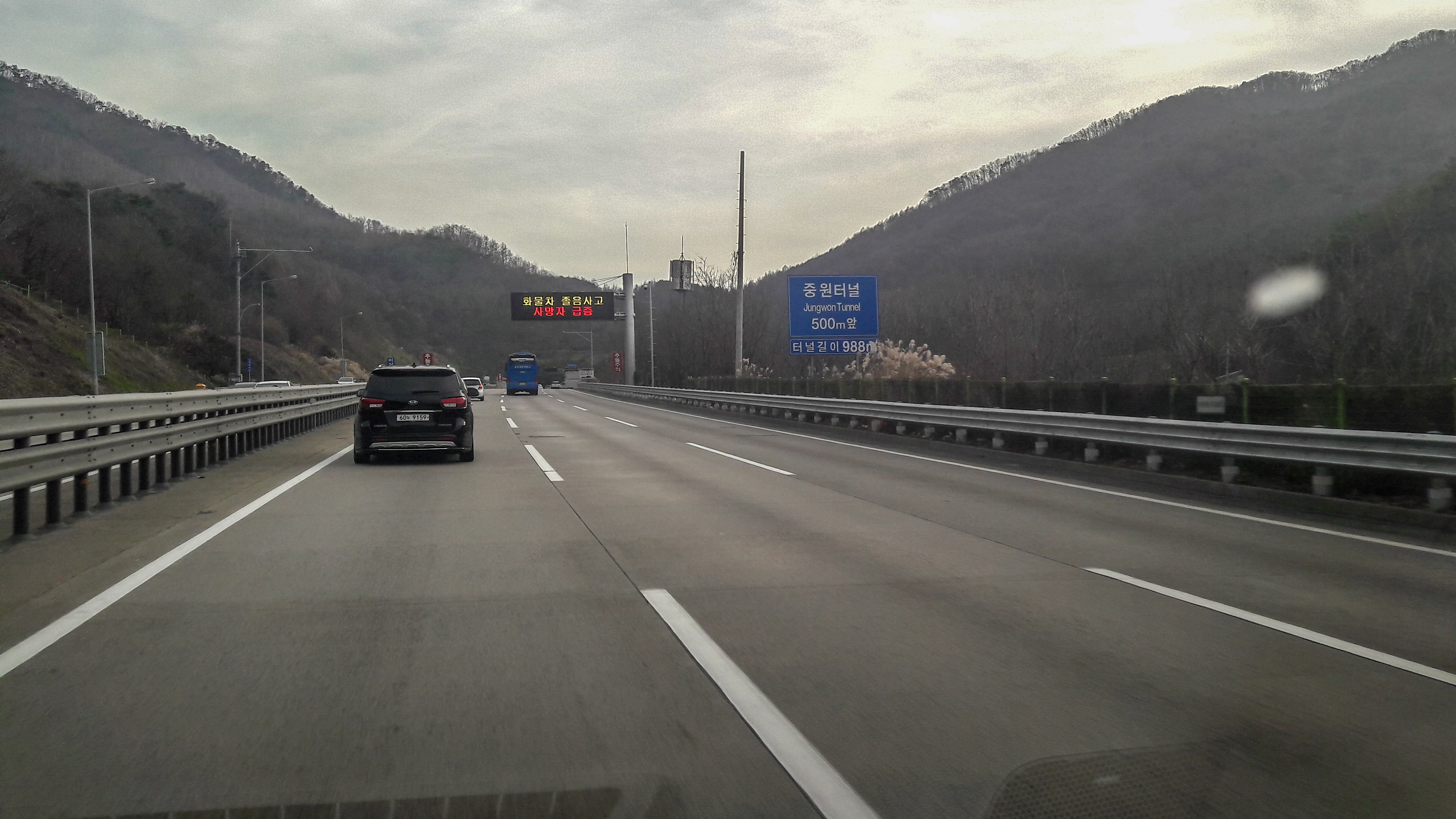
중원터널 500m 표지판 (김천 방면)
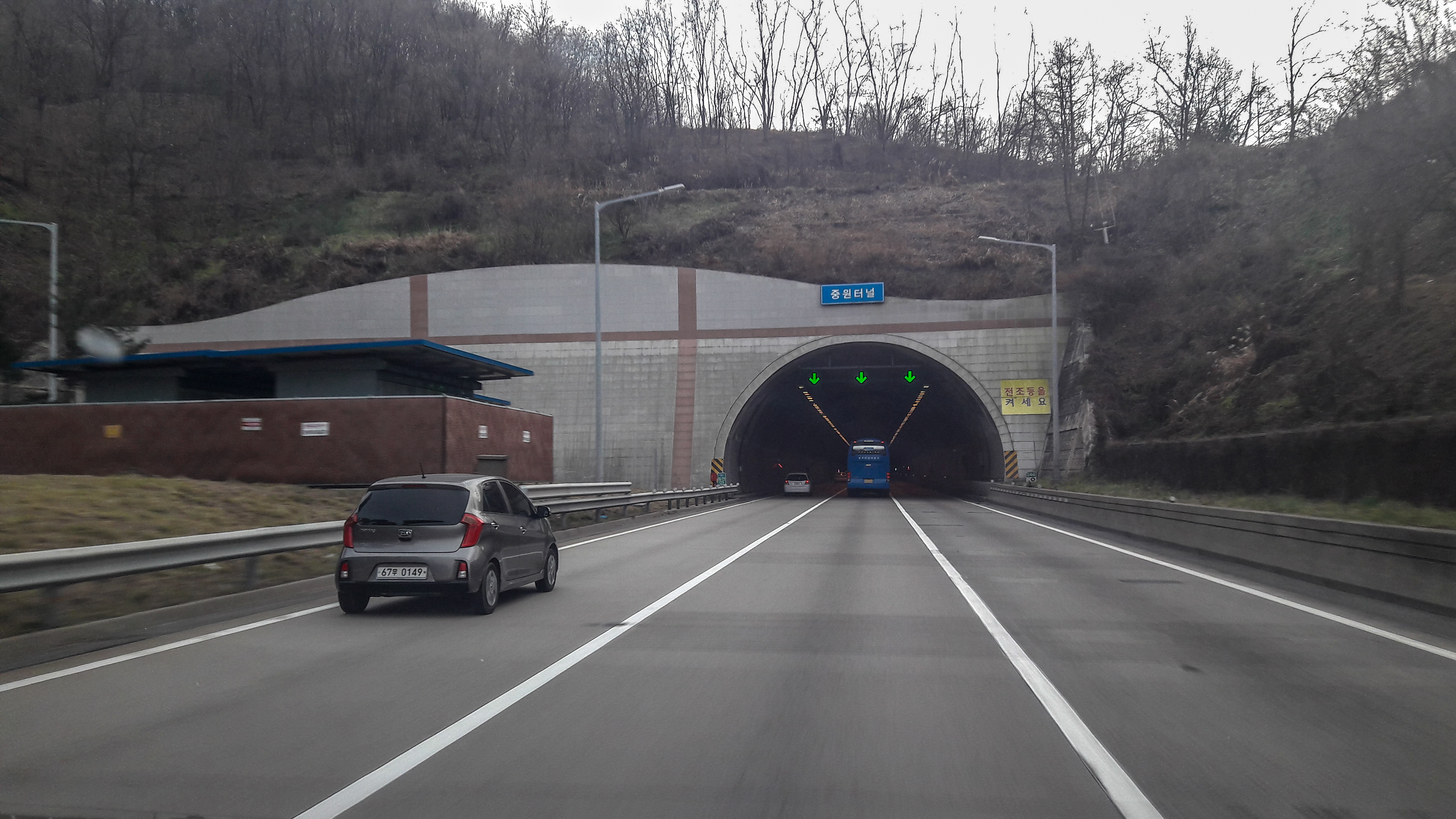
중원터널 (김천 방면)
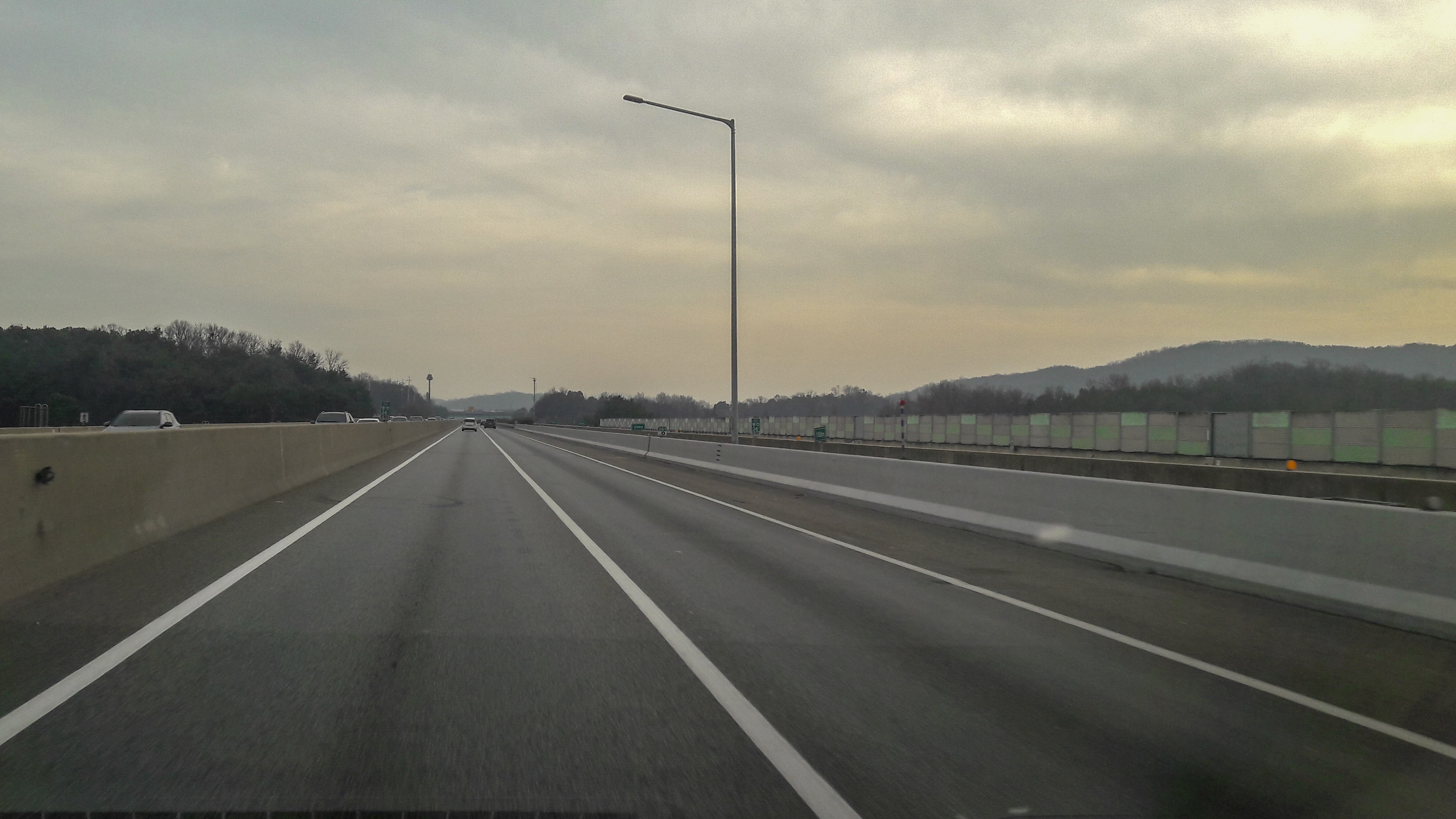
금당교
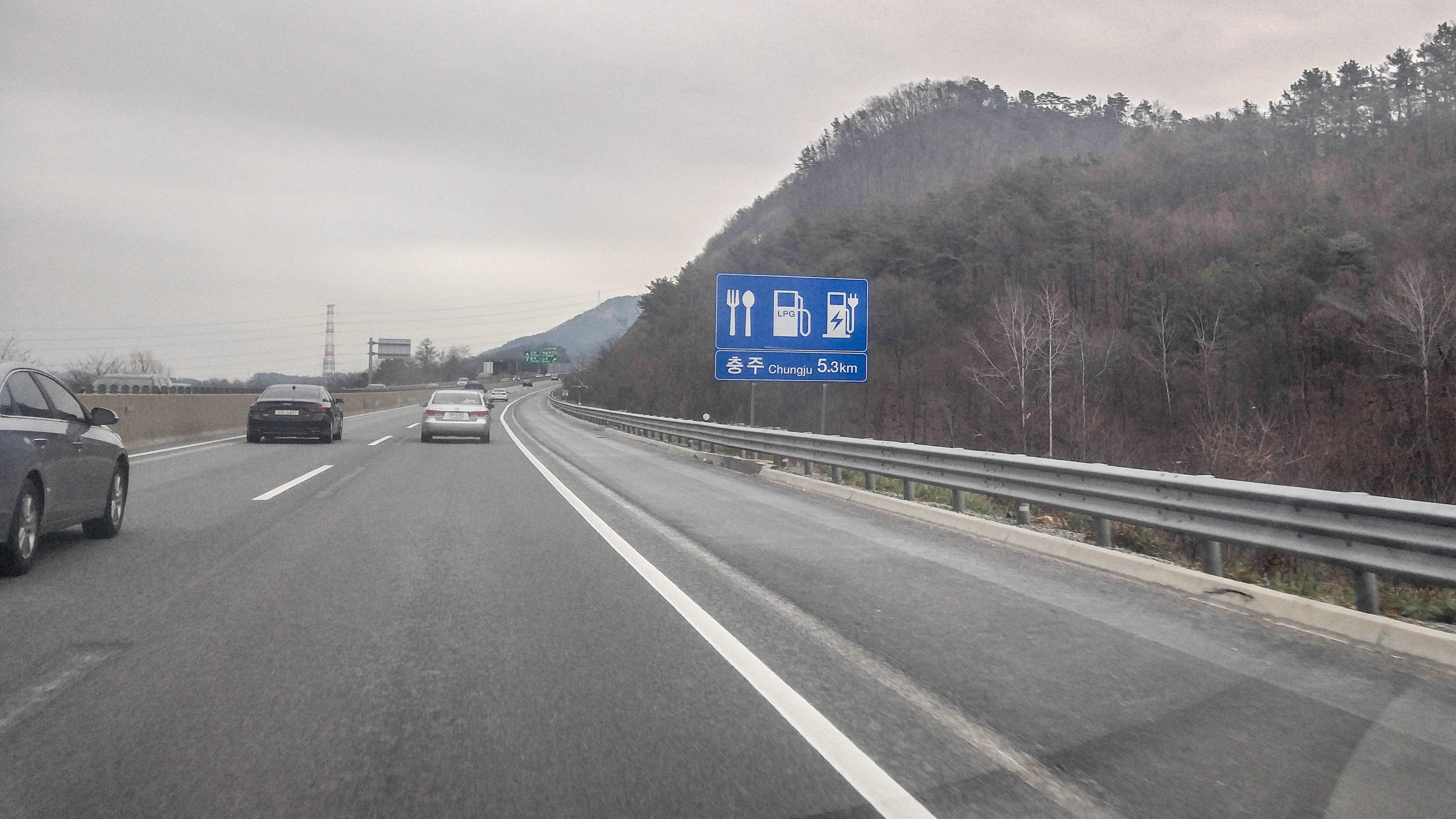
충주휴게소 5.3km 표지판 (김천 방면)
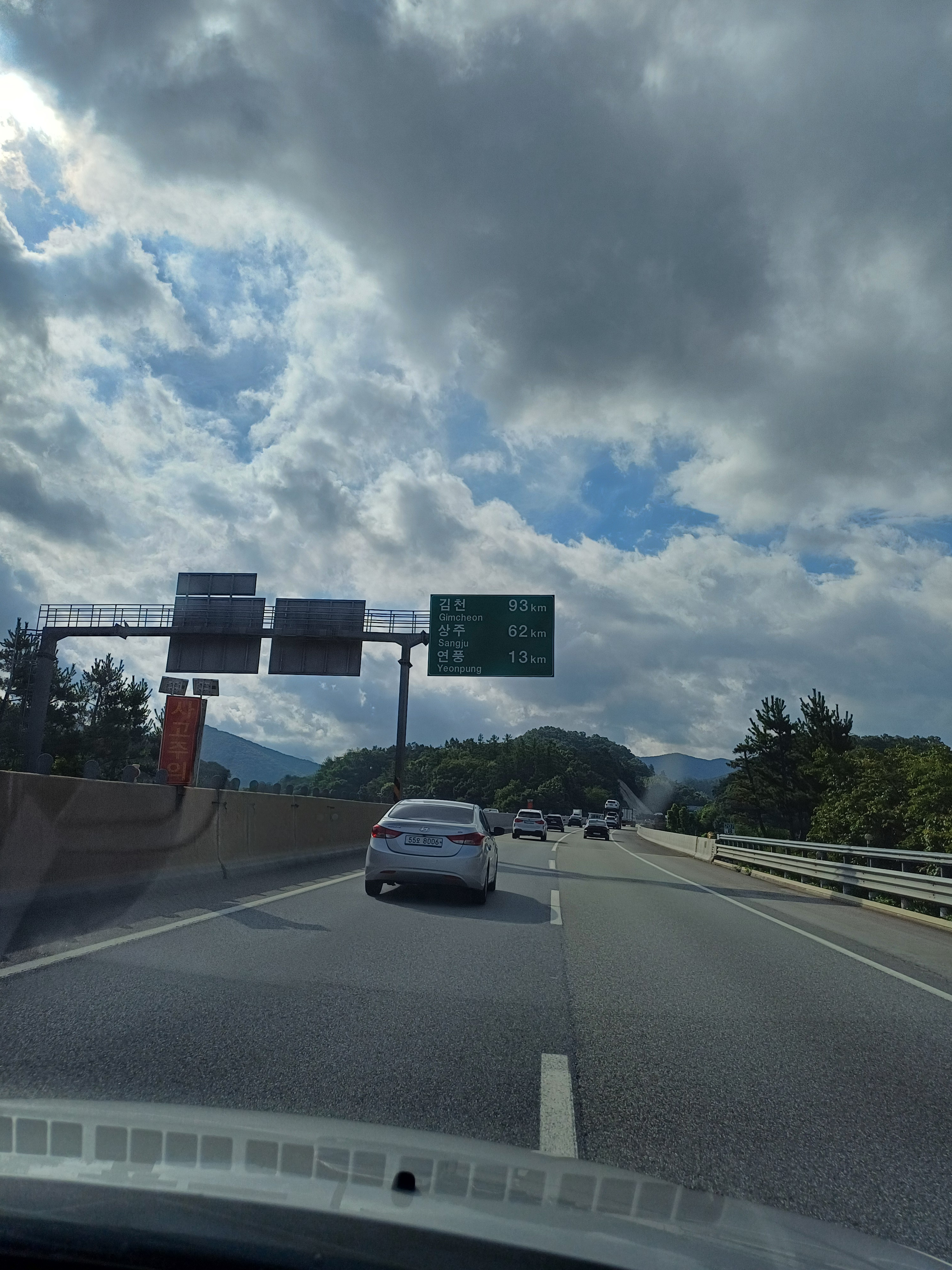
김천방면
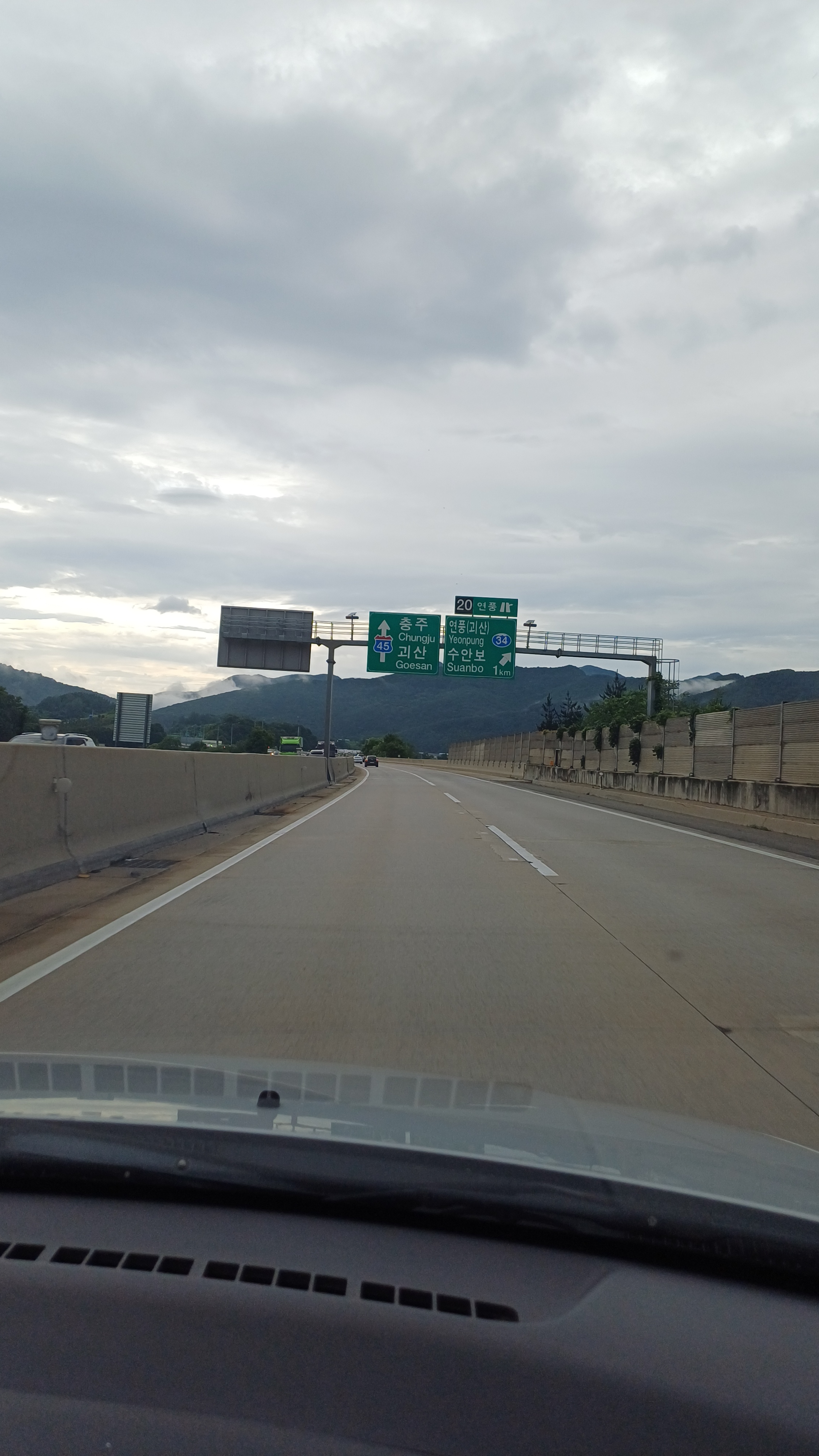
연풍 나들목

## 같이 보기
- 중부내륙고속도로지선